# Таємне голосування

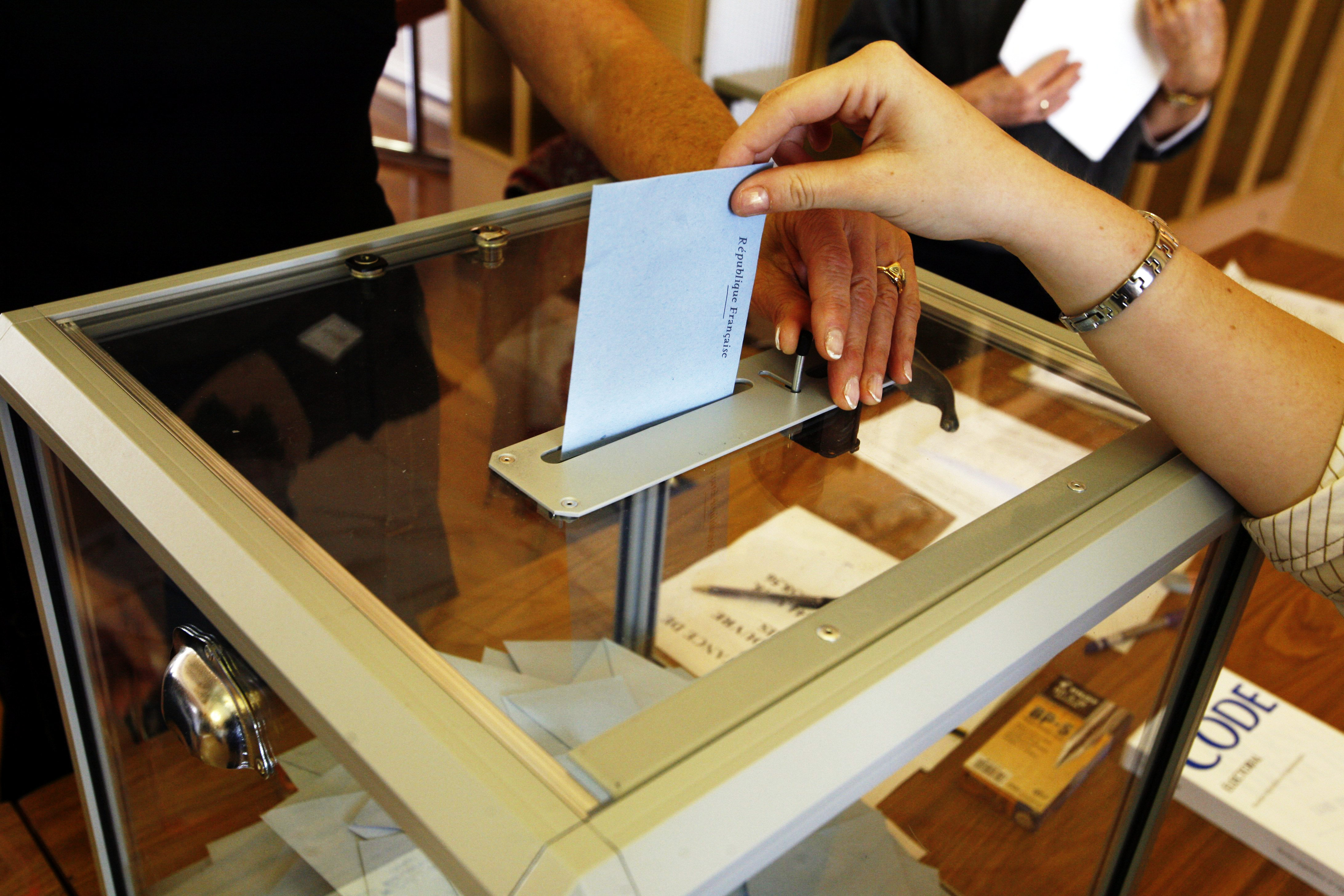
Вкидання виборчого бюлетня

Тає́мне голосу́вання — вид голосування, при якому учасники голосують анонімно. Часто застосовується на багатьох рівнях виборів. В Україні наймасштабнішим застосуванням таємного голосування є президентські вибори. Важливим критерієм таємного голосування є виключення контролю за волевиявленням голосуючого. Найпоширеніше таємне голосування бюлетенями, які заповнюються виборцями (голосуючими) в окремій кімнаті або кабіні, як правило на спеціальних виборчих дільницях і опускаються до виборчої скриньки (урни) в складеному вигляді або спеціальному конверті.
В Україні таємне голосування є одним з основних конституційних принципів виборчої системи, гарантія вільного волевиявлення виборців, які голосують в окремих, закритих кабінках. Під час заповнення бюлетенів присутність будь-кого, крім особи, яка голосує, забороняється, аби ніхто не тиснув на її вибір. Виборець, який не може самостійно заповнити бюлетень, має право на свій розсуд запросити до кабіни або кімнати для таємного голосування іншу особу, крім члена виборчої комісії, кандидата, який балотується у даному виборчому окрузі, їх довірених осіб, а також представників відповідної партії. Такий порядок таємного голосування гарантує громадянам повну свободу вибору тих, кого вони хочуть обрати. Таємне голосування гарантує стаття 71 Конституції України, Закони України «Про всеукраїнський референдум», «Про місцеві вибори», «Про вибори Президента України», «Про вибори народних депутатів України». Порушення таємниці голосування членом виборчої комісії або іншою службовою особою тягне кримінальну відповідальність (стаття 159 КК України).
Шляхом таємного голосування відбуваються також прийняття окремих важливих рішень, обрання на певні посади та вирішення інших кадрових питань, присудження наукових ступенів і державних премій, присвоєння вчених звань тощо. Порядок і процедури таємного голосування визначаються нормами відповідного законодавства, а також актами органу (організації), що проводить таємне голосування (положення, регламент, порядок, правила, статут та ін.).